# Atarba leptoxantha
Atarba leptoxantha är en tvåvingeart som beskrevs av Alexander 1928. Atarba leptoxantha ingår i släktet Atarba och familjen småharkrankar.
Artens utbredningsområde är Taiwan. Inga underarter finns listade i Catalogue of Life.